# Zorjan Popadjuk
Zorjan Volodymyrovyč Popadjuk (ukrajinsky Попадюк Зорян Володимирович; * 21. dubna 1953, Lviv) je ukrajinský disident, bývalý politický vězeň, bojovník za lidská práva a ukrajinský politik. Po okupaci Československa v srpnu 1968 rozšiřoval v Sambiru protestní letáky. Strávil celkem 13 let v sovětských pracovních táborech a dva roky ve vyhnanství.

## Dětství a dospívání
Zorjanova matka Ljubomyra Popadjuková byla lektorka německého jazyka na Lvovské univerzitě. Velkou část dětství Zorjan strávil v Sambiru ve Lvovské oblasti u svých prarodičů. Babička učila matematiku, dědeček, který záhy zemřel, byl také učitel. Příběhy o jeho službě ve střelecké jednotce Ukrajinské lidové republiky utvrdily vlastenectví celé rodiny, stejně jako roky německé a ruské okupace. Z okresního města se prostřednictvím samizdatů, které pomáhala distribuovat Zorjanova matka, šířily myšlenky evropského osvícenectví a liberalismu spolu s nejnovějšími trendy; to vše Zorjana utvrzovalo v jeho evropském smýšlení.
Na Zorjana měly v mládí vliv i další události. Jednoho dne povodeň na břehu Dněstru odhalila masové hroby 117 studentů povražděných v roce 1939 po obsazení západní Ukrajiny sovětskými vojsky. Byly mezi nimi i dvě děti jeho dědečka. Na městském hřbitově je pohřbeno více než 900 lidí, které v Sambirském vězení v předvečer ústupu povraždila Rudá armáda v roce 1941. Příbuzní mu ukázali místo v lese, kde nacisté zabili stovky Židů. Okupace Československa v srpnu 1968 dovršila formování Zorjanových politických a společenských názorů.

## Disidentská činnost a uvěznění
Již ve škole v Sambiru Zorjan Popadjuk společně se svými spolužáky založil podzemní opoziční skupinu „ukrajinská národní fronta osvobození“ (název UNVF měl zdůraznit kontinuitu s UNF - „Ukrajinskou Národní frontou“ D. Kvecka, Z. Krasivského, M. Melenya, M. Dyaka a dalších, která byla rozbita koncem 60. let). Krátce nato všichni členové UNVF vstoupili na univerzitu a skupina se rozrostla kvantitativně i geograficky.
Činnost UNVF spočívala v samizdatovém vydávání literatury, včetně letáků proti národnostnímu útlaku ukrajinského národa, proti ničení jejich kultury a jazyka, proti okupaci Československa v roce 1968. Skupina znovu vydala a distribuovala díla Ivana Dzjuby, Valentyna Moroze, Jevhenyje Sverstjuka, Vjačeslava Čornovila a dalších, časopis „Ukrajinský Žurnal“, „Kronika aktuálních událostí“, díla Alexandra Solženicyna, dílo Milovana Djilase Nová třída: Analýza komunistického systému. Podařilo se jim vydávat vlastní společenský a politický časopis „Progress“.
28. března 1973 bylo několik desítek studentů včetně Popadjuka zatčeno po objevení letáků protestujících proti zákazu oslav výročí Tarase Ševčenka ve Lvově. Popadjuk byl 6. srpna odsouzen Krajským soudem ve Lvově podle par. 62 h 1. trestního zákoníku Ukrajinské SSR ( „protisovětská agitace a propaganda“) na 7 let odnětí svobody a 5 let vyhnanství. Další student Jaromír Nikita dostal 5 let vězení, zbytek studentů byl vyloučen z vysokých škol a povolán do armády.
Zorjan Popadjuk byl poslán k výkonu trestu v pracovních táborech s přísným režimem ZHH-385/19 a č. 17. v Mordvinsku. Za účast na protestech v táboře a svou ideologickou neústupnost byl opakovaně trestán. V říjnu roku 1975 byl převezen do Třetí městské věznice Vladimirka. Tam onemocněl kardiovaskulárním onemocněním a 30. října 1978 byl odeslán zpět do tábora číslo 19.
Zorjan Popadjuk měl blízký vztah k známým disidentům a vůdcům národně osvobozeneckých hnutí (G. Superfinn, W. Černý, P. Paulaytis, P. Ayrikyan, Myroslav Marynovyč). Zorjana Popadjuka se zastávali členové Ukrajinské Helsinské skupiny Vasyl Stus, Mykola Rudenko nebo Kronid Lubarsky. M. Cheifec napsal, že Zorjan Popadjuk „se vyznačuje jakýmsi zázrakem štědrostí, v kombinací s přirozeným talentem a odvahou“.
Dne 2. června 1980 byl Popadjuk odeslán do vyhnanství v obci Matrosov v oblasti Magadan. Pracoval jako horník v dole na zlato, ale 10. září 1980 mu byla diagnostikována tuberkulóza plic a musel se podrobit operaci. Poté pracoval jako truhlář.
V květnu roku 1981 dostal desetidenní dovolenou, aby mohl navštívit nemocnou matku (zemřela 19/09/84). Vzhledem ke zhoršení zdraví byl Popadjuk v červnu 1981 převezen do oblasti Aktjubinsk v Kazachstánu, kde působil jako úředník v kolchozu.
9. února 1982 byl Popadjuk znovu zatčen a obviněn z „protisovětské agitace a propagandy“ (par. 56 h KazRSR 2 CC). Obvinění bylo založeno na „antisovětských prohlášeních“ v četných dopisech přátelům a známým, ve kterých hodnotil provádění stanného práva v Polsku. Během vyšetřování v Aktjubinském vězení byl opakovaně bit za údajné porušení režimu. 4. března 1983 byl v Aktjubinsku odsouzen na 10 let odnětí svobody a 5 let vyhnanství. Odmítl právníka i kasační soud. Tento trest odpykával v pracovním táboře s přísným režimem VS-389/36 (Kuchino- Permská oblast).
5. února 1987 mu byl na základě vyhlášky o politických vězních, vydané Nejvyšším sovětem SSSR a platné od 2.02. 1987, prominut zbytek trestu a byl rehabilitován.

## Po osvobození
Po propuštění z vězení Zorjan Popadjuk působil v Sambiru nejprve jako závozník a truhlář. V roce 1990 byl zvolen předsedou městského sovětu a později předsedou výkonného výboru města, 1992 jmenován zástupcem prezidenta Ukrajiny v Sambirské oblasti, 1997 předsedou státní správy Sambiru, 1998 místopředsedou okresní správy Sambiru.
Ukrajinským prezidentským dekretem číslo 726/2008 ze dne 19. srpna 2008 mu bylo uděleno vyznamenání „Za zásluhy“ třetího stupně.
21. srpna 2017, v den výročí okupace Československa, navštívil Knihovnu Václava Havla.

## Rodina
Ženatý, syn Ljubomir (*1988), dcera Irene (*1989), nevlastní syn Andrew narozen 1976.